# Velká Británie na Zimních olympijských hrách 1928
Velkou Británii na Zimních olympijských hrách 1928 reprezentovalo 32 sportovců (29 mužů a 3 ženy) v 5 sportech.

## Medailisté
| Medaile | Jméno          | Sport    | Disciplína |
| ------- | -------------- | -------- | ---------- |
| Bronz   | David Carnegie | Skeleton | Muži       |